# Slag om Java
De Slag om Java vond tussen 28 februari en 12 maart 1942 plaats op Java in Nederlands-Indië en was een gevolg van de verloren Slag in de Javazee.

## Japanse landingen
Op 30 januari ontving luitenant-generaal Hitoshi Imamura het bevel om Java aan te vallen. Het konvooi bestond uit 56 transportschepen met troepen van het 16e Leger, 2e Divisie, 230e Infanterie Regiment. Het konvooi verliet op 18 februari om 10.00 Cam Ranh Bay. Imamura was aan boord van het transportschip Ryujo Maru. Het konvooi escort viel onder leiding van admiraal Kenzaburo Hara.
Op 1 maart om 2.00 in de nacht lagen de transportschepen op hun posities en gingen de Japanse troepen aan land op drie stranden van Java. De West-Java groepen landden op de Baai van Banten en Eretan Wetan. Deze groepen hadden enkele uren ervoor gevochten in de Slag om de Straat Soenda. Tegelijkertijd landde de Oost-Java groep op Kragan na enkele uren ervoor de ABDA vloot te hebben verslagen in de Slag in de Javazee.

## West-Java Campagne

### West-Java Campagne vanaf de Baai van Bantam
Op 1 maart zette de Japanners een nieuw hoofdkwartier op in Serang. De troepen van de 2e Divisie, onder leiding van luitenant-generaal Masao Marayama werden verdeeld in de volgende detachementen:
- Nasu Detachement, onder leiding van majoor-generaal Yumio Nasu.
- Fukushima Detachement, onder leiding van kolonel Kyusaku Fukushima.
- Sato Detachement, onder leiding van kolonel Hanshichi Sato.

De Nasu Detachement kreeg het bevel om Buitenzorg in te nemen en daarmee de vluchtroute van Batavia naar Bandoeng af te snijden. De Fukushima en Sato Detachementen moesten via Balaradja en Tangerang oprukken naar Batavia.

### West-Java Campagne vanaf Eretan Wetan
De 12e KNIL Infanterie Bataljon, onder leiding van kapt. Harterink mitrailleerde de landingstroepen maar werd zeer snel verslagen. De ML-KNIL kreeg direct het bevel om de Japanse landingen aan te vallen. Onder leiding van kapt. van Helsdingen stegen om ongeveer 05.30 uur de zeven inzetbare jagers (5 van 1-VLG-V en 2 van 2-VLG-V) op. Een achtste ingedeelde toestel (van 2-VLG-V) kon niet mee, omdat tijdens het proefdraaien eerder op de ochtend de motor in brand vloog. Van 2-VLG-V deed naast Van Helsdingen, sgt. Stoové mee. De vliegers van 1-VLG-V die meededen aan deze aanval waren: kapt. van Rest, 1e lt. Tideman, 1e lt. Benjamins, sgt. Adam en sgt. Van Kempen. Onder hevig luchtafweervuur gooiden ze hun bommen af boven schepen, en beschoten ze de landingsvaartuigen die vol zaten met Japanse militairen in drie aparte runs. Hierna keerden ze terug naar hun vliegbasis. Van Rest zijn toestel (B-3131) was meerdere malen in de vleugel geraakt en zijn toestel moest daarna aan de grond blijven. In bijna dezelfde bezetting als tijdens de eerste aanval stegen de vliegers (behalve kapt. Van Rest en sgt. Van Kempen die werd vervangen door sgt. Compaan) om 07:45 weer op voor een tweede aanval. Bij deze aanval werden troepenformaties gemitrailleerd door 1e lt. Benjamins en sgt. Stoové. Enkele vliegtuigen werden wel geraakt door het afweervuur echter konden deze kogelgaten snel worden afgeplakt na terugkomst. Op de terugweg kreeg Stoové nog wel motorproblemen, maar hij haalde het vliegveld zonder kleerscheuren.

## Evacuatie van de Nederlandse Top naar Australië, 7 maart 1942
Op 3 maart 1942 vloog kapitein Eddy Dunlop de PK-ALW van de Koninklijke Nederlandsch-Indische Luchtvaart Maatschappij naar een stuk van de in aanbouw zijnde Boeabatoeweg buiten Bandoeng om daar te wachten op de aankomst van de luitenant-gouverneur-generaal dr. H.J. van Mook die naar Australië geëvacueerd diende te worden. Pas in de nacht van 7e maart om 01.00 uur, met zware gevechten op nog geen 15 km afstand, vertrok het laatste KNILM vliegtuig uit Indië met zijn vip's die opgewekt een zitplaats op de grond van het vliegtuig accepteerden. Met bijzondere toestemming van de legercommandant vertrokken ze per vliegtuig (3× Lockheed Lodestar en een DC-3) naar Australië, samen met onder andere dr. Van Mook, diverse hoge ambtenaren, legercommandant L.H. van Oyen, kapitein jhr. J.M.R. Sandbergh, kapitein D.C. Buurman van Vreeden, kapitein A.L.A. Coppens, luitenant-kolonel prof. dr. ir. Otten (Hoofd TD), 1e luitenant voor Speciale diensten mr. Creutzberg (adjudant van Van Oyen), 1e luitenant-vlieger Simons van de afdeling 1-VLG-V, 2e bestuurders mitrailleurschutter Van der Touw, De Serriere, Guillaume, Ketting, en de sergeant-monteurs Van Limbeek en Versnel.